# Mojstir
Mojstir este un sat din comuna Bijelo Polje, Muntenegru. Conform datelor de la recensământul din 2003, localitatea are 134 de locuitori (la recensământul din 1991 erau 303 locuitori).

## Demografie
În satul Mojstir locuiesc 107 persoane adulte, iar vârsta medie a populației este de 44,8 de ani (41,8 la bărbați și 48,0 la femei). În localitate sunt 52 de gospodării, iar numărul mediu de membri în gospodărie este de 2,58.
Populația localității este foarte eterogenă.
|  |

| Demografie | Demografie | Demografie |
| An         | Locuitori  | Locuitori  |
| ---------- | ---------- | ---------- |
|            |            |            |
|            |            |            |
|            |            |            |
|            |            |            |
| 1948       | 406        |            |
| 1953       | 483        |            |
| 1961       | 514        |            |
| 1971       | 470        |            |
| 1981       | 387        |            |
| 1991       | 303        | 302        |
| 2003       | 232        | 134        |

| \| Componența etnică conform recensământului din 2003[2] \| Componența etnică conform recensământului din 2003[2] \| Componența etnică conform recensământului din 2003[2] \| Componența etnică conform recensământului din 2003[2] \| Componența etnică conform recensământului din 2003[2] \| \| ----------------------------------------------------- \| ----------------------------------------------------- \| ----------------------------------------------------- \| ----------------------------------------------------- \| ----------------------------------------------------- \| \| \| \| \| \| \| \| Bosniaci \| Bosniaci \| \| 80 \| 59,7% \| \| Sârbi \| Sârbi \| \| 46 \| 34,32% \| \| Muntenegreni \| Muntenegreni \| \| 8 \| 5,97% \| \| necunoscută \| necunoscută \| \| 0 \| 0% \| |              |  |    |        |
| Componența etnică conform recensământului din 2003 |              |  |    |        |
| |              |  |    |        |
| Bosniaci | Bosniaci     |  | 80 | 59,7%  |
| Sârbi | Sârbi        |  | 46 | 34,32% |
| Muntenegreni | Muntenegreni |  | 8  | 5,97%  |
| necunoscută | necunoscută  |  | 0  | 0%     |